# Gradska vijećnica u Stockholmu
Gradska vijećnica u Stockholmu (švedski: Stockholms stadshus ili Stadshuset - lokalni naziv) je zgrada Općinskog vijeća u Stockholmu, glavnom gradu Švedske. Nalazi se na otoku Kungsholmenu. Sagrađena je na mjestu, gdje je nekada stajao veliki mlin Eldkvarn.
Zgradu je projektirao arhitekt Ragnar Östberg, a izgrađena je u razdoblju od 1911. do 1923. Za gradnju je trebalo osam milijuna crvene cigle. Zgrada ima dva velika pravokutna dvorišta sa zajedničkim središtem, vanjskim dvorištem i vrtom. Unutarnje dvorište izvorno je u nacrtima bilo plavo, a naziva se još i danas "plavo dvorište" (švedski: Blå Hallen), unatoč činjenici, da se arhitekt Östberg predomislio i odlučio staviti crvene opeke.
Plavo dvorište je najpoznatije kao blagovaonica, koja se koristi za domjenke nakon svečanosti dodjele Nobelove nagrade. Orgulje u Plavom dvorištu s 10,270 cijevi najveće su u Skandinaviji.
Na vrhu 106 metara visokoga tornja nalaze se tri krune, stari nacionalni simbol Švedske.